# Walk off the Earth
Walk off the Earth est un groupe de rock alternatif canadien, originaire de Burlington, en Ontario. Formé en 2006, il rencontre un succès international en réalisant des clips vidéos à petit budget, de reprises et de morceaux originaux. Le groupe s'est constitué une multitude de fans sans l'aide des maisons de disques. Walk off the Earth est dirigé par l'un de ses membres, Gianni « Luminati » Nicassio, qui produit aussi la musique et les vidéos du groupe. 

## Biographie

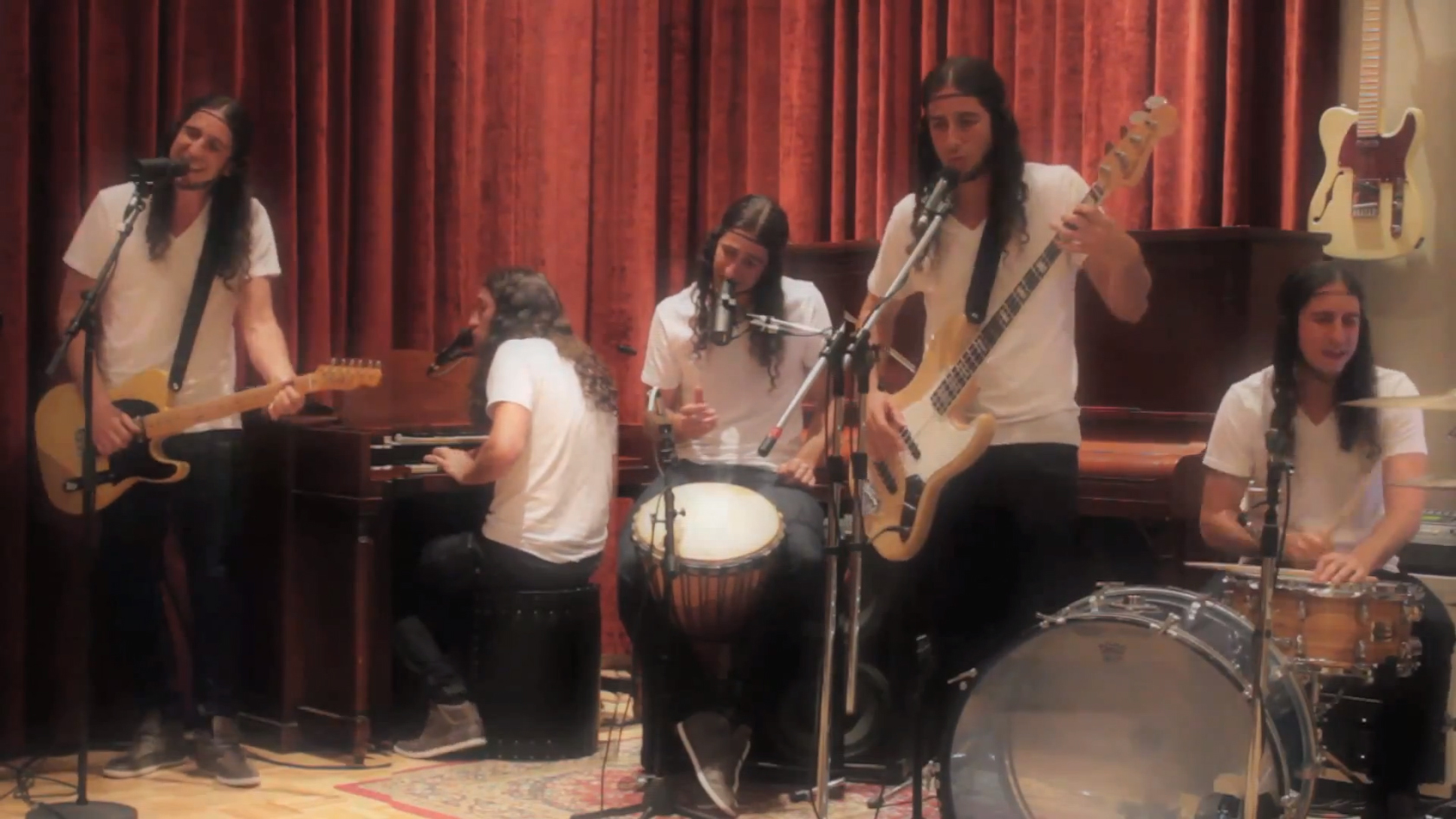
Gianni Luminati interprétant Yesterday, des Beatles.

Le premier succès du groupe est venu de la reprise des chansons du groupe The Gregory Brothers Sunny D and Rum. La reprise vidéo de la chanson de Gotye Somebody That I Used to Know créa, début 2012, le véritable buzz et rendit célèbre le groupe avec plus de 80 millions de vues en seulement deux mois sur YouTube. Le groupe eut des retours positifs du chanteur Gotye ainsi que de Kimbra qui chante avec lui sur le morceau,. Dans la vidéo, les cinq musiciens sont tous en train de jouer le morceau sur une seule guitare. Le groupe a aussi repris une douzaine d'autres chansons connues notamment Someone Like You de la chanteuse Adele, Party Rock Anthem de LMFAO, The Edge of Glory de Lady Gaga, Karma Police de Radiohead, Man Down de Rihanna, From Me to You, Blackbird et Yesterday des Beatles. Leur reprise de From Me to You est utilisée dans une publicité Telus à la télévision et fait partie de la playlist des boutiques Hollister Co. de l'été 2012.
Le 23 janvier 2012, le groupe se produit en direct dans le talk-show américain présenté par Ellen DeGeneres, où il interprète Somebody That I Used to Know, toujours avec pour seul instrument une guitare. Le 7 février 2012, le site de publication A&R (Artists and Repertoire) Crazed Hits de l'industrie musicale américain rapporte que le groupe avait signé un contrat d'enregistrement avec le label musical Columbia Records. Le groupe est surtout connu pour ses reprises de chansons célèbres sur YouTube et l'utilisation d'instruments peu communs tels que le ukulélé et le thérémine, ainsi que du sample. Bien que majoritairement connu pour ses reprises musicales, le groupe possède un noyau dur de fans qui suivent régulièrement ses compositions originales.
Le 29 mai 2013 ils apparaissent dans le premier épisode de la 4e saison de la série canadienne The Listener.
Le 4 avril 2016, ils reçoivent le prix du groupe canadien de l'année aux Juno Awards. En août 2017, le single du groupe, Fire in My Soul, est certifié disque d'or. En septembre 2017, le groupe publie un mini-film intitulé Taekwondo, réalisé par Gianni Luminati Nicassio et Chris Stacey. Il fait participer les cinq membres du groupe.
Le 30 décembre 2018, le décès de Mike “Beard Guy” Taylor, survenu la nuit précédente de causes naturelles, est annoncé sur la page Facebook du groupe. Les membres du groupe annoncent qu'ils continueront tout de même leur tournée mondiale au cours de l'année 2019.
Le 20 décembre 2019, Ryan Marshall annonce son départ du groupe, évoquant une année 2019 faite de hauts et de bas. Il ajoute ressentir le besoin de se recentrer sur lui-même et sa musique.

## Membres

### Membres actuels
- Sarah Nicole Blackwood (en) - guitare, guitare électrique, kazoo, ukulélé, banjo, basse, voix, piano, glockenspiel, tambourin, guitare boite à cigare, tube sonore spiralé
- Gianni Luminati - guitare, guitare électrique, basse, ukulélé, banjo, kazoo, cajón, clavier, percussions, voix, thérémine, beatbox, xylophone, cigar box guitar, violoncelle, contrebasse, tube sonore spiralé[10]
- Joel Cassady - percussions, batterie, guitare boite à cigare, basse, tube sonore spiralé
- David "Tokyo" Speirs - percussions, trompette, flute, basse

### Anciens membres
- Mike « The Beard Guy » Taylor (†) - claviers, voix, trompette, melodica, tube sonore spiralé, accordéon
- Pete Kirkwood - percussions
- Ryan Marshall - guitare, ukulélé, voix, trompette, basse, tube sonore spiralé, clavier, harmonica

## Discographie

### Albums studio
- 2007 : Smooth Like Stone on a Beach
- 2010 : My Rock
- 2013 : R.E.V.O.
- 2015 : Sing It All Away
- 2019 : Here We Go!

### EP
- 2012 : R.E.V.O. EP

### Singles
| Titre                        | Année | Australie | Autriche | Belgique (Fl) | Belgique (Wa) | Canada | Danemark | France | Irlande | Pays-Bas | Suède | Suisse |
| ---------------------------- | ----- | --------- | -------- | ------------- | ------------- | ------ | -------- | ------ | ------- | -------- | ----- | ------ |
| Somebody That I Used to Know | 2012  | —         | 30       | 30            | 28            | 13     | 12       | 80     | 48      | 9        | 56    | 54     |
| Red Hands                    | 2012  | 59        | —        | —             | —             | 9      | —        | —      | —       | —        | —     | —      |
| Gang of Rhythm               | 2013  | —         | —        | —             | —             | 60     | —        | —      | —       | —        | —     | —      |
| Shake                        | 2014  | —         | —        | —             | —             | 69     | —        | —      | —       | —        | —     | —      |
| Rule the World               | 2015  | —         | —        | —             | —             | 22     | —        | —      | —       | —        | —     | —      |
| Home We'll Go (Take My Hand) | 2015  | —         | —        | —             | —             | 62     | —        | —      | —       | —        | —     | —      |
| Hold On (The Break)          | 2016  | —         | —        | —             | —             | 66     | —        | —      | —       | —        | —     | —      |
| Fire in My Soul              | 2016  | —         | —        | —             | —             | 77     | —        | —      | —       | —        | —     | —      |
| Taekwondo                    | 2017  | —         | —        | —             | —             | —      | —        | —      | —       | —        | —     | —      |
| Nomad                        | 2017  | —         | —        | —             | —             | —      | —        | —      | —       | —        | —     | —      |
| Fifth Avenue                 | 2018  | —         | —        | —             | —             | —      | —        | —      | —       | —        | —     | —      |